# جریان پاشنه

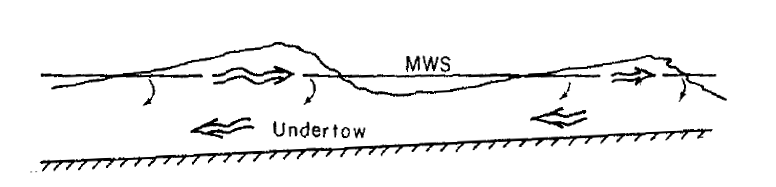
نمای جریان پاشنه (زیر قعر موج) و انتقال جرم رو به ساحل ناشی از موج (بالای قعر) در مقطع عمودی در امتداد (بخشی از) ناحیهٔ شکست.

جریان پاشنه در اقیانوس‌نگاری فیزیکی، جریان دائمی ناشی از امواج پیشرونده به سوی ساحل و با جهت رو به دریا است. این جریان برای حفظ تعادل جرم و جبران جریان جرمی متوسط رو به ساحل ناشی از موج ایجاد می‌شود. معمولاً سرعت جریان پاشنه در ناحیهٔ شکست، به دلیل عمق کم آب و ارتفاع زیاد موج (ناشی از کم‌ژرفایی) قابل توجه است.
در زبان عامیانه ممکن است جریان پاشنه با جریان شکافنده اشتباه گرفته شود. جریان پاشنه همواره در زیر موج ایجاد می‌شود، در حالی که جریان شکافنده دارای عرض کم و سرعت زیاد است و در نقاط خاصی از ساحل شکل می‌گیرد.

## اقیانوس‌نگاری
جریان پاشنه دائمی و رو به دریاست و در نزدیکی ساحل شکل می‌گیرد. به لحاظ فیزیکی، انتقال جرم ناشی از موج میان تاج و قعر موج، رو به ساحل است. این انتقال جرم در بالای قعر موج انجام می‌شود. برای جبران جرم منتقل شده به سوی ساحل، یک جریان مرتبهٔ دوم (متناسب با مجذور ارتفاع موج) به سوی دریا در زیر قعر موج ایجاد می‌شود.
توزیع سرعت جریان پاشنه در پژوهش‌های ساحلی دارای اهمیت است، زیرا نقش مهمی در انتقال رسوب رو به ساحل و رو به دریا دارد. معمولاً بیرون ناحیهٔ شکست، انتقال رسوب رو به ساحل و نزدیک بستر (ناشی از انتقال موج نامتقارن) وجود دارد. در ناحیهٔ شکست، جریان پاشنهٔ قوی انتقال رسوب رو به دریا را ایجاد می‌کند. چنین جریانی می‌تواند منجر به ایجاد سد ساحلی در نزدیکی خط شکست شود.

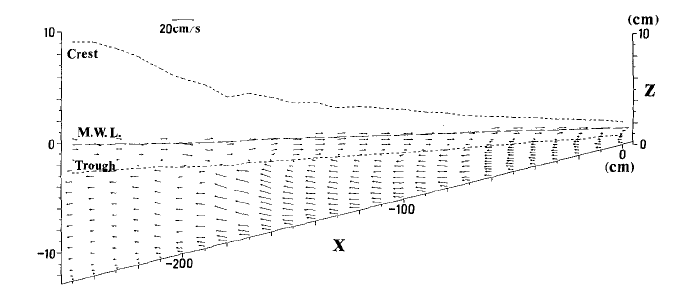
بردارهای سرعت متوسط جریان در جریان پاشنه، زیر امواج شیرجه‌ای اندازه‌گیری شده توسط اوکایاسو، شیبایاما و میمورا (۱۹۸۶). شیب نیمرخ ساحلی ۱:۲۰ است.

### شار جرمی رو به دریا
رابطهٔ دقیق شار جرمی موج تناوبی غیرخطی روی لایهٔ سیال غیرلزج توسط لوی چیویتا در ۱۹۲۴ میلادی ارائه شد. در چارچوب مرجع برگرفته از نخستین تعریف استوکس از سرعت موج، شار جرمی موج {\displaystyle M_{w}} وابسته به چگالی انرژی جنبشی {\displaystyle E_{k}} آن (انتگرال‌گیری شده در عمق و متوسط‌گیری شده در یک طول موج) و سرعت فاز c است:
{\displaystyle M_{w}={\frac {2E_{k}}{c}}}
به طور مشابه لانگت-هیگینز در ۱۹۷۵ میلادی نشان داد که موج‌های پیشروندهٔ عمود بر ساحل، سرعت پاشنهٔ متوسط‌گیری شده در عمق و زمان با اندازهٔ زیر را ایجاد می‌کنند:
{\displaystyle {\bar {u}}=-{\frac {2E_{k}}{\rho ch}}}
در امواج دامنه کوتاه، انرژی جنبشی {\displaystyle E_{k}} و پتانسیل {\displaystyle E_{p}} متوسط تقریباً با یکدیگر برابر هستند:
{\displaystyle E_{w}=E_{k}+E_{p}\approx 2E_{k}\approx 2E_{p}}
که {\displaystyle E_{w}} چگالی انرژی کل موج انتگرال‌گیری شده در عمق و متوسط‌گیری شده در فضای افقی است. از آن جایی که محاسبهٔ انرژی پتانسیل ساده‌تر است، انرژی موج تقریباً برابر {\displaystyle {E_{w}\approx {\tfrac {1}{8}}\rho gH^{2}}} است؛ بنابراین
{\displaystyle {\bar {u}}\approx -{\frac {1}{8}}{\frac {gH^{2}}{ch}}}
همچنان پژوهش دربارهٔ توزیع سرعت پاشنه در عمق، ادامه دارد.